# Liste des métropolites de Saint-Pétersbourg
Le métropolite de Saint-Pétersbourg est le métropolite de l'Église orthodoxe russe qui est à la tête de l'éparchie de Saint-Pétersbourg, ayant juridiction sur Saint-Pétersbourg et l'oblast de Léningrad en Russie. 

## Histoire
Au cours de l'histoire de l'éparchie (diocèse dans le monde orthodoxe), le métropolite a eu des titres différents; de 1775 à 1892, il est nommé « métropolite de Saint-Pétersbourg et Novgorod ». À partir de 1892, il est nommé « métropolite de Saint-Pétersbourg et du Ladoga, archimandrite du monastère de la Sainte-Trinité Alexandre Nevsky ».

## Archevêque de Saint-Pétersbourg et Schlüsselburg
- 1742—1745 — Nicodème (Srebintski), évêque
- 1745—1750 — Théodose (Iankovski), archevêque
- 1750—1761 — Sylvestre (Kouliabka), évêque, archevêque en 1760
- 1761—1762 — Benjamin (Poutsek-Grigorovitch), archevêque
- 1762—1770 — Gabriel (Kremenetski), archevêque

## Métropolite de Saint-Pétersbourg et Novgorod
- 1770—1799 — Gabriel II (Petrov), archevêque, métropolite en 1783
- 1799—1818 — Ambroise (Podobedov), archevêque, métropolite en 1801
- 1818—1821 — Michel (Dessnitski), métropolite
- 1821—1843 — Séraphin (Glagolevski), métropolite
- 1843—1848 — Antonin (Rafalski), métropolite
- 1848—1856 — Nikanor (Klementevski), métropolite
- 1856—1860 — Grégoire (Postnikov), métropolite
- 1860—1892 — Isidore (Nikolski), métropolite

## Métropolite de Saint-Pétersbourg et Ladoga
- 1892—1898 — Pallade (Raïev), métropolite
- 1898—1912 — Antoine (Vadkovski) (ru), métropolite
- 1912—1915 — Vladimir (Bogoïavlenski), métropolite
- 1915—1917 — Pitrim (Oknov), métropolite

## Métropolite de Saint-Pétersbourg et Gdov
- 1917—1922 — Benjamin (Kazanski), métropolite
- 1923—1924 — Emmanuel (Lemechevski), administrateur provisoire, évêque de Louga
- 1924—1925 — Benoît (Plotnikov), administrateur provisoire, évêque de Cronstadt
- 1926—1927 — Joseph (Petrovykh), métropolite
- 1926—1927 — Gabriel (Voïevodine), administrateur provisoire, évêque de Kinguissepp
- 1928—1933 — Séraphin (Tchitchagov), métropolite

## Métropolite de Léningrad et Novgorod
- 1933—1945 — Alexis (Simanski), métropolite
- 1945—1955 — Grégoire (Tchoukov), métropolite
- 1955—1959 — Éleuthère (Vorontsov), métropolite
- 1959—1960 — Pitrim (Sviridov), métropolite
- 1960—1961 — Gouri (Egorov), métropolite

## Métropolite de Léningrad et Ladoga
- 1961—1963 — Pimène (Izvekov), métropolite
- 1963—1967 — Nicodème (Rotov), métropolite

## Métropolite de Léningrad et Novgorod
- 1967—1978 — Nicodème (Rotov), métropolite
- 1978—1986 — Antoine (Melnikov), métropolite
- 1986—1990 — Alexis (Rüdiger), métropolite

## Métropolite de Saint-Pétersbourg et Ladoga
- 1990—1995 — Jean (Snytchov), métropolite
- 1995—2014 — Vladimir (Kotliarov), métropolite
- 2014 — Barsanuphe (Soudakov), métropolite

## Sources
- Article wikipedia russe
- Site russe sur les postes ecclésiastiques. D'autres fonctions dans le diocèse sont décrites.